# ゼオカルパマメ
ゼオカルパマメ (geocarpa groundnut, 学名：Macrotyloma geocarpum) は、マメ亜科の一年生植物。地中に莢をつけ中に種子を作る。種子は食用であり、サハラ砂漠南縁のニジェール川中流域で主に栽培されている。地中に莢を付けるという点で、同様にこの地域で栽培されるササゲ属のバンバラマメ（Vigna subterranea）と似ているが、バンバラマメが世界各地に伝播したのとは異なり、ゼオカルパマメは原産地であり栽培化されたアフリカ中央部から他地域へは伝播しなかった。
19世紀、この地域に落花生が伝来した際、地中に豆を作るのを恐れた他地域とは異なり、地中に豆を作るゼオカルパマメやバンバラマメの長い栽培の歴史を持つサヘル地域の人々は落花生の豆のなり方を恐れず、落花生の伝播はスムーズに進んだ。現在でもゼオカルパマメの栽培は続いているが、落花生に比べ収量および換金性に劣るため栽培は減少傾向にある。

## 脚註
1. ↑  “Macrotyloma geocarpum (Harms) Marechal & Baudet”. Encyclopedia of Life. 2011年9月27日閲覧。
2. ↑  『新編　食用作物』星川清親、養賢堂、昭和60年5月10日、訂正第5版、p544